# Dub Františka Josefa I.
Dub Františka Josefa I. je památný strom rostoucí v Bílém Kostele nad Nisou, obci na severu České republiky, v Libereckém kraji, okrese Liberec.

## Poloha a historie
Strom roste ve východní části centrálních partií obce, na levém břehu Lužické Nisy v místě, kde vodní tok překračuje lávka pro pěší. Koruna stromu vrhá stín na jihovýchodní cíp místního fotbalového hřiště. O prohlášení stromu za památný rozhodl městský úřad v Chrastavě, který 18. června 2008 vydal příslušný dokument, jenž své právní moci nabyl 19. července 2008.

## Popis
Památný strom je dub červený (Quercus rubra), který dosahuje výšky 24 metrů. Obvod jeho kmene činí 475 centimetrů. V okolí stromu je vyhlášeno ochranné pásmo ve tvaru kruhu mající poloměr ve velikosti desetinásobku průměru kmene ve výšce 1,3 metru nad zemí. Zasahuje na parcely číslo 35, 36/1 a 2297 v katastrálním území Bílý Kostel nad Nisou.